# بلدة بينفيلد تشارتر (ميشيغان)
بينفيلد تشارتر (بالإنجليزية: Pennfield Charter Township, Michigan)‏ هي بلدة تقع بولاية ميشيغان في الولايات المتحدة. تبلغ مساحتها 90.9 (كم²)، وترتفع عن سطح البحر 255 م، بلغ عدد سكانها 8913 نسمة في عام تعداد الولايات المتحدة 2000 حسب إحصاء مكتب تعداد الولايات المتحدة وتصل الكثافة السكانية فيها 99 نسمة/كم2.

## وصلات خارجية
- http://www.pennfieldtwp.com/
- The US50 - Cities and Towns in Michigan State
- Michigan Cities and Towns, Facts, Map, Flag, Colleges, Government, and More